# Hans Bütikofer
Hans Eduard Bütikofer-Perret (Coira, 29 de julio de 1915-Thun, 12 de enero de 2011) fue un deportista suizo que compitió en bobsleigh. Participó en los Juegos Olímpicos de Garmisch-Partenkirchen 1936, obteniendo una medalla de plata en la prueba cuádruple.

## Palmarés internacional
| Juegos Olímpicos | Juegos Olímpicos                  | Juegos Olímpicos | Juegos Olímpicos |
| Año              | Lugar                             | Medalla          | Prueba           |
| ---------------- | --------------------------------- | ---------------- | ---------------- |
| 1936             | Garmisch-Partenkirchen (Alemania) | Medalla de plata | Cuádruple        |